# Comverse Technology
Comverse Technology, Inc. est une entreprise créée en Israël en 1984. Son siège se situe dans l'État de New York, aux États-Unis. Elle est spécialisée dans le développement, la production de logiciels de télécommunications et d'espionnage.

## Principales filiales
Ses principales filiales sont:
- Comverse Inc.: logiciels de messagerie multimédia, solutions de facturation (notamment Kenan), de téléphonie sur IP
- Verint Systems: Une filiale cotée en bourse à New York au NASDAQ : VRNT.PK spécialisée dans le développement de logiciels pour l'interception des communications voix, fax, internet, email etc., des systèmes de sécurité vidéo et d'intelligence des affaires
- Ulticom: logiciels pour le traitement de la signalisation
- Startel: logiciels de messagerie, pour les centres d'appels, téléphonie d'entreprise, messagerie vocale
- Starhome: solutions notamment de roaming pour les opérateurs mobiles

## Historique
- 1984 - Création de la société en Israël, où elle a conservé ses salles blanches.

- Juin 2000 - Comverse rachète la société Israélienne Gaya (voix sur IP) ainsi que la société SpeedWise (solutions pour l'accès au réseau cellulaire) dans le cadre de transactions estimées à 25 millions de dollars[1].

- Juillet 2000 - Comverse rachète la société Exalink dans le cadre d'une transaction dans le cadre de laquelle Comverse offre aux actionnaires d'Exalink 3,3 % de son capital. Exalink est une jeune société israélienne ayant des bureaux à New York, créée en 1998,  spécialisée dans les plates-formes d'accès aux services internet à partir de réseaux mobiles (notamment technologie WAP)[1].

- Octobre 2005 - Comverse Inc. rachète les actifs et les passifs de la division GSS (Global Software & Services) de CSG Systems International, Inc. (Nasdaq: NASDAQ : CSGS) dans le cadre d'une transaction estimée à 251 millions de dollars en numéraire, avec certains ajustements possibles. La division GSS a la responsabilité du développement du logiciel de facturation Kenan utilisé par plus de 150 clients à travers le monde, ainsi les logiciels de gestion client de facturation ICMS achetés à IBM en 2002.

- Avril 2006 - Comverse rachète la société Netcentrex dans le cadre d'une transaction estimée à 135 millions d'Euros en numéraire, auxquels viennent s'ajouter seize millions supplémentaires conditionnés par la réussite de résultats au cours des exercices 2006 et 2007. Netcentrex est une jeune société française créée en 1998 par essaimage de France Telecom (fonds d'investissement Innovacom), spécialisée dans les systèmes de téléphonie sur IP pour opérateurs. En 2000, elle avait fusionné avec l'éditeur de logiciels de télécommunication MG2 Technologies. Netcentrex a réalisé plus de 40 millions d'euros de chiffres d'affaires en 2005. Netcentrex revendique 50 clients opérateurs parmi lesquels France telecom, AOL, Fastweb en Italie, ou encore Tiscali[2].

- Mai 2006 - Un scandale éclate aux États-Unis où l'on soupçonne de nombreux dirigeants d'avoir manipulé la date d'attribution de stock-options afin d'augmenter leur rémunération. Des dirigeants de Comverse Technology sont poussés à la démission[3].

- Août 2006 - Comverse rachète la société Netonomy dans le cadre d'une transaction estimée à 19 millions de dollars en numéraire. Netonomy est une jeune société franco-américaine créée en 1999 spécialisée dans les outils de suivi de facturation et de gestion de compte sur le Web pour les clients des opérateurs[4].

- Août 2006 - Suite du scandale sur les stock-options antidatées. Le fondateur de Comverse, Jacob Alexander, est en fuite, recherché notamment par Interpol. Sont aussi inculpés l'ex-directeur financier, David Kreinberg, et l'ancien secrétaire général, William Sorin. Ils risquent jusqu'à cinq ans de prison[4],[5].

- Septembre 2006 - Suite du scandale sur les stock-options antidatées. L'ancien PDG du fabricant américain de logiciels, Jacob Alexander, qui était en fuite, a été retrouvé et arrêté en Namibie[6].

- Février 2007 - Le titre de Comverse est retiré du Nasdaq pour avoir manqué à ses obligations de publication de résultats. La société mène une enquête interne sur ses pratiques comptables en matière d'attribution de stock options.

- Février 2007 - Zeev Bregman quitte la société au 31 mars. Il est remplacé par Yaron Tchwella à la tête de Comverse Inc., filiale de Comverse Technology.

- Juin 2007 - Les comptes de Comverse sont dans le rouge. La société coupe dans ses effectifs. Suivant les résultats de l'enquête interne, la société doit réviser ses résultats. Elle déclare une perte nette de 60,4 millions de dollars sur le dernier trimestre. Elle annonce également la suppression de 6 % de ses effectifs[7].

- Juillet 2007 - Selon le quotidien israélien Haaretz[8], Comverse est officiellement à vendre. Le conseil d'administration a donné des instructions à la direction pour liquider la société et ses filiales: Verint, Ulticom et Starhome. La société a perdu 30 % de sa valeur à la suite de la révélation du scandale des stock options antidatées en 2005 et 2006, et l'arrestation de son ancien PDG Jacob Alexander. Celui-ci est par ailleurs toujours en attente d'une décision judiciaire relative à son extradition par la Namibie. La société a également dû licencier 300 salariés, dont plusieurs dizaines dans ses centres de recherche historiques en Israël.

- Février 2010 - Comverse annonce le 3 février[9] qu'il sera dans l'impossibilité de clôturer ces comptes et qu'il prendra du retard dans sa réintroduction au Nasdaq. Le journal israélien Yedioth Aharonoth transmet l'information sur 500 nouveaux licenciements dans le groupe[10].

## Sources
1. 1 2  Journal "Les Echos" du 07/07/2000, "Politique active de croissance externe pour l'israélien Comverse"
2. ↑  Journal zdnet.fr du 11/04/2006, "Netcentrex avalé par Comverse"
3. ↑  Journal "Les Echos" du 29/05/2006, "Street secouée par un scandale sur les stock-options"
4. 1 2  Journal "Les Echos" du 25/08/2006, "L'israélien Comverse acquiert Netonomy"
5. ↑  Former Executives of Comverse Technology Inc. Charged with Backdating Millions of Stock Options and Creating a Secret Stock Options Slush Fund sur le site du département de la justice américain http://www.usdoj.gov
6. ↑  Journal "Les Echos" du 28/09/2006, "COMVERSE"
7. ↑  Dépêche de l'agence REUTERS du 11/06/2007, "UPDATE 1-Comverse Technology posts Q1 loss"
8. ↑  Quotidien « Haaretz » du 10/07/2007, « Comverse up for sale »
9. ↑  SEC Filing February 3, 2010
10. ↑  Comverse to fire 12% of global workforce January 24, 2010 -(YNet News)